# Ellhofen
Ellhofen är en kommun och ort i Landkreis Heilbronn i regionen Heilbronn-Franken i Regierungsbezirk Stuttgart i förbundslandet Baden-Württemberg i Tyskland.
Kommunen ingår i kommunalförbundet Raum Weinsberg tillsammans med staden Weinsberg och kommunerna  Eberstadt och Lehrensteinsfeld.